# برزلان سفلی
برزلان سفلی یک روستا در ایران است که در دهستان قوشخانه پایین واقع شده‌است. برزلان سفلی ۱۶۳ نفر جمعیت دارد.